# 張象翀
張象翀（1631年7月16日—？），號六非，四川潼川州安岳縣人，習《書經》。

## 生平
順治十七年庚子科四川鄉試中式舉人，康熙三年甲辰科會試中式進士。歷官饒陽縣知縣；康熙二十三年任江南高淳縣知縣；康熙二十五年任膠州知州。内擢工部都水司，轉兵部職方司主事。

## 家族
父張任學是天啟乙丑進士，歷官至雲南道御史。